# Herbert Zeman
Herbert Zeman (* 4. Juni 1940 in Pernitz) ist ein österreichischer Literaturwissenschaftler. Zeman war Vorstand des Instituts für Germanistik der Universität Wien und ist Präsident der Österreichischen Goethe-Gesellschaft.

## Leben und Werk
Nach einem Studium der Germanistik und Anglistik an der Universität Wien sowie Gesangsstudien in Wien (1958–1966) wurde Zeman 1966 zum Dr. phil. promoviert. 1965 bis 1972 war er wissenschaftlicher Assistent am Institut für Germanistik der Universität Wien. 1972 erfolgte die Habilitation und Ernennung zum Universitätsdozenten. 1973 nahm er eine Gastprofessur für Neuere deutsche Literatur an der Universität Erlangen wahr. 1973/74 verbrachte er das Wintersemester, in Vertretung des ordentlichen Lehrstuhls für „Vergleichende Literaturwissenschaft unter besonderer Berücksichtigung der Deutschen Literatur“ an der Universität Bonn. Im Wintersemester 1974/75 wirkte er erneut als Gastprofessor an der Universität Erlangen. 
1975 erfolgte die Ernennung zum ao. Universitätsprofessor am Institut für Germanistik der Universität Wien. 1976 wurde er zum ordentlich-öffentlichen Universitätsprofessor für Neuere deutsche Literatur mit besonderer Berücksichtigung der österreichischen Literatur an der Universität Wien berufen. 1977 nahm er eine Gastprofessor an der Ain-Schams-Universität in Kairo wahr und ging für die Jahre 1978/79 als Gastprofessor an die Stanford University in Kalifornien, USA. Zugleich wirkte er auch als Gastprofessor an der Hochschule für Musik und darstellende Kunst in Wien. 1985/86 war er im Wintersemester Max-Kade-Gastprofessor an der University of Michigan in Ann Arbor. 1990/91 ging er als Gastprofessor an die Universität Rom (La Sapienza) und 1992/93 an die Nationale Universität Córdoba (Argentinien). 1980 bis 1996 war er daneben auch Gastprofessor für österreichische Literatur am Centre Universitaire in Luxemburg. 
2008 erfolgte seine Emeritierung an der Universität Wien. 2008 bis 2015 hatte Zeman einen Lehrauftrag an der philosophisch-theologischen Hochschule Benedikt XVI. in Stift Heiligenkreuz inne.
Zeman gilt als Begründer der literaturwissenschaftlichen Lied- und Libretto-Forschung und – besonders im Anschluss an August Sauer – als Erneuerer der österreichischen Literaturforschung. Er ist Herausgeber mehrerer literaturwissenschaftlicher Reihen.
Zeman war in zweiter Ehe mit der Wiener Staatsopern-Sopranistin Ildikó Raimondi verheiratet. Er hat zwei Kinder.

## Mitgliedschaften und Präsidentschaften
- seit 1984: Präsident der Gesellschaft für Österreichische Kulturgeschichte
- seit 1984: Präsident des Wiener Goethe-Vereins bzw. der Österreichischen Goethe-Gesellschaft
- seit 1984: Mitglied des Senats der Gesellschaft der Musikfreunde in Wien
- 1987–1997: Mitglied des Vorstands der Goethe-Gesellschaft Weimar
- 1994–1997: Präsident der Sudetendeutschen Akademie der Wissenschaften und Künste in München

## Ehrungen und Auszeichnungen
- 1971: Förderungspreis der Stadt Wien für Geisteswissenschaften
- 1972: Theodor-Körner-Preis
- 1998: Goldenes Ehrenzeichen für Verdienste um das Land Wien
- Großes Goldenes Ehrenzeichen des Landes Steiermark
- Silbernes Komturkreuz des Ehrenzeichens für Verdienste um das Bundesland Niederösterreich
- Großes Ehrenzeichen des Landes Burgenland
- 2000: Österreichisches Ehrenkreuz für Wissenschaft und Kunst I. Klasse
- 2000: Bundesverdienstkreuz 1. Klasse der Bundesrepublik Deutschland
- 2005: Großes Silbernes Ehrenzeichen für Verdienste um die Republik Österreich[1]
- 2011: Großes Bundesverdienstkreuz der Bundesrepublik Deutschland
- 2015: Kulturpreis des Landes Oberösterreich[2]
- 2020: Großer Sudetendeutscher Kulturpreis

## Veröffentlichungen (Auswahl)
- als Hrsg.: Die Österreichische Literatur. Ihr Profil von den Anfängen im Mittelalter bis ins 18. Jahrhundert (1050–1750). Hrsg. unter Mitarbeit von Fritz Peter Knapp. Teil 2. Graz 1986.